# Флора Куби

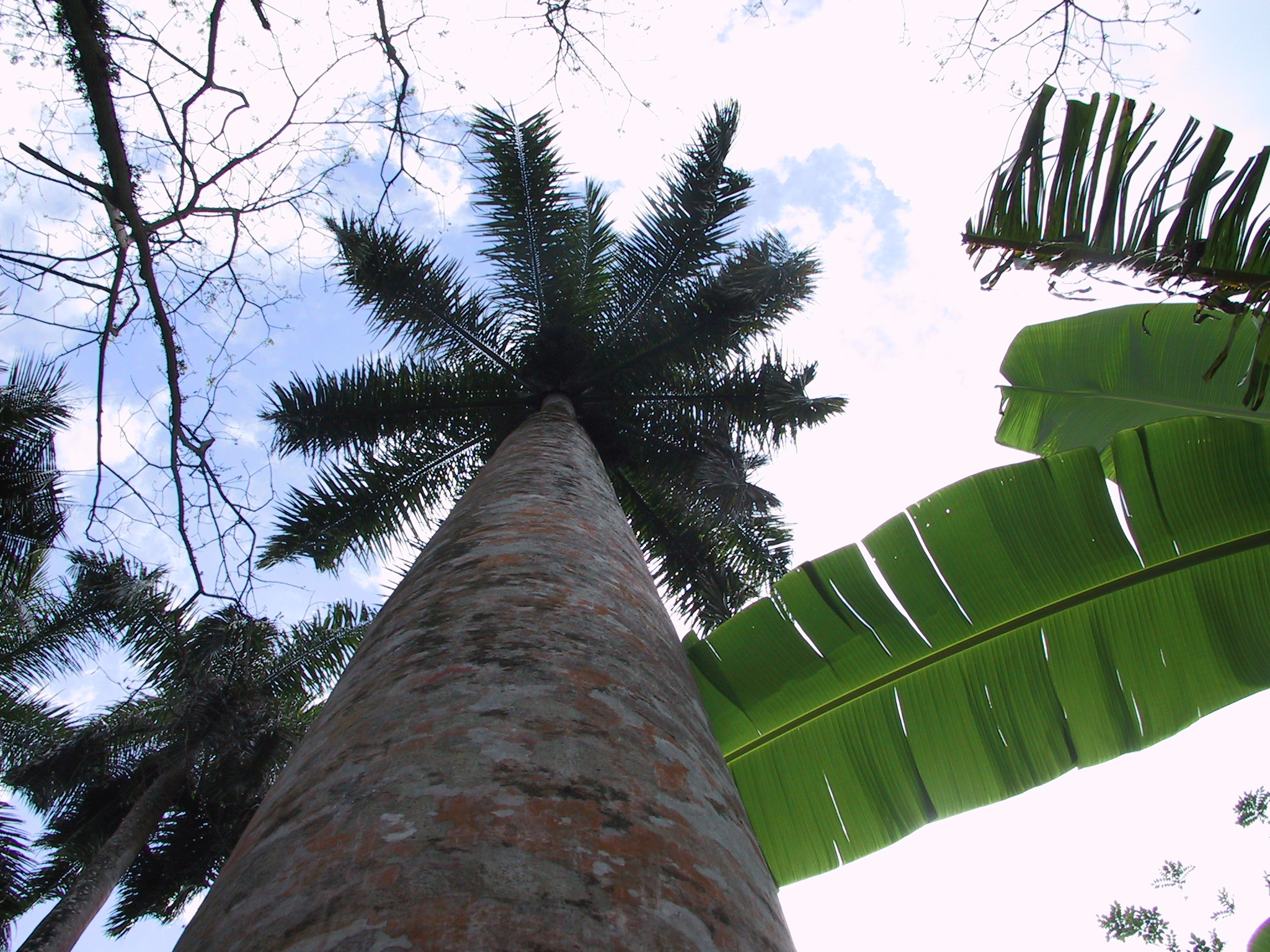
Королівська пальма

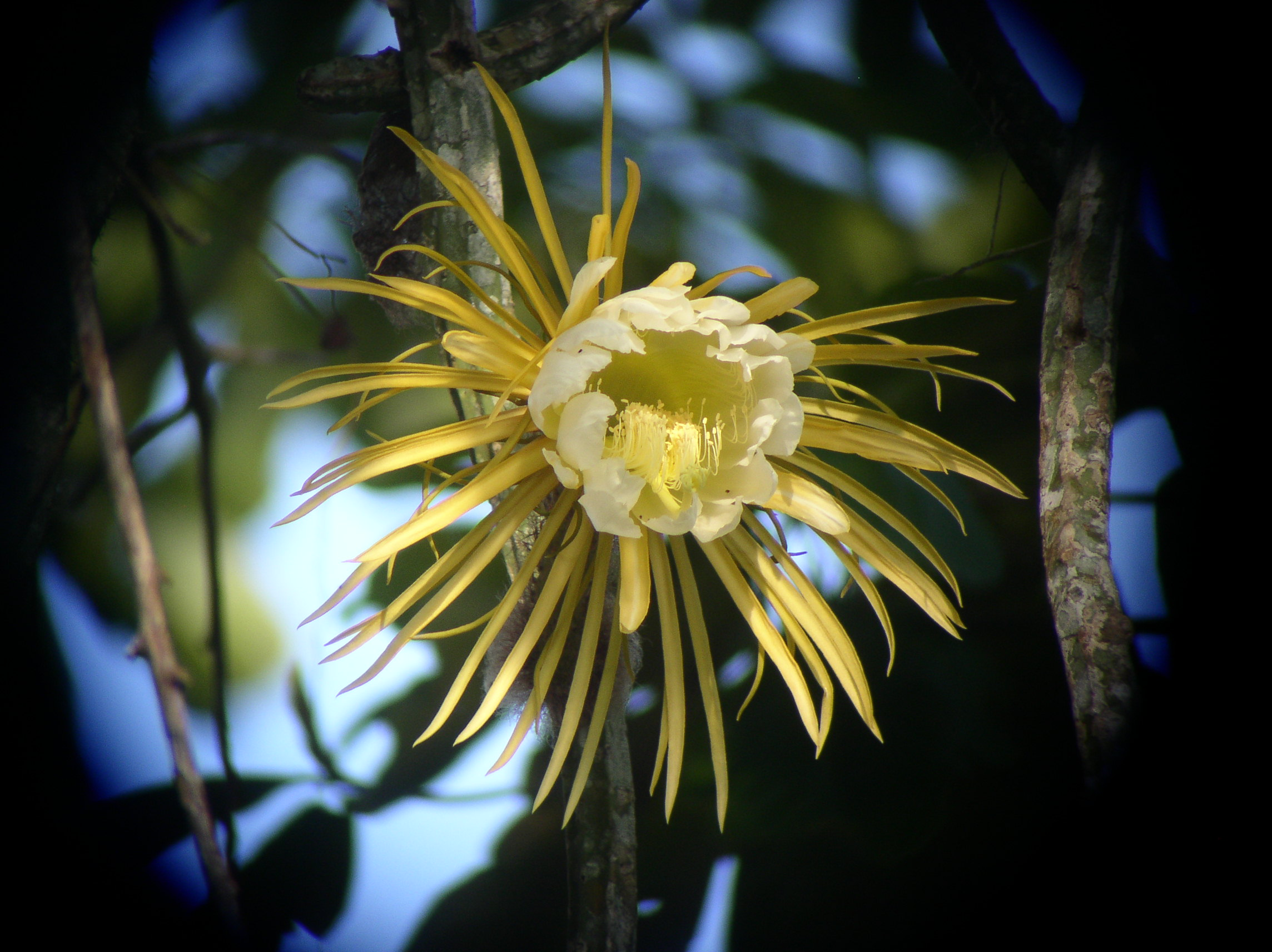
Селеніцереус грандіфлорус, квітка

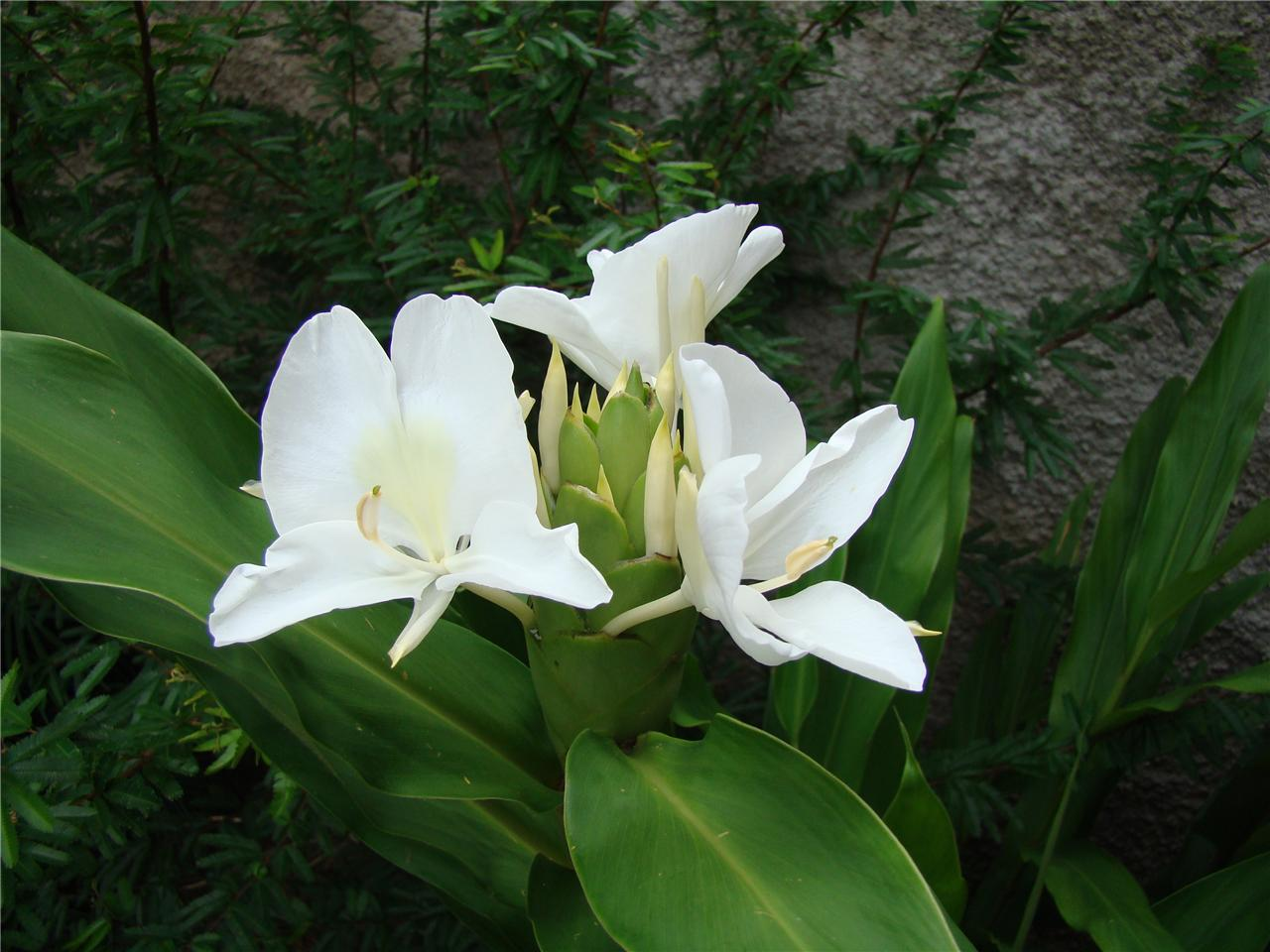
Національна квітка Куби — Hedychium coronarium (білий метелик)

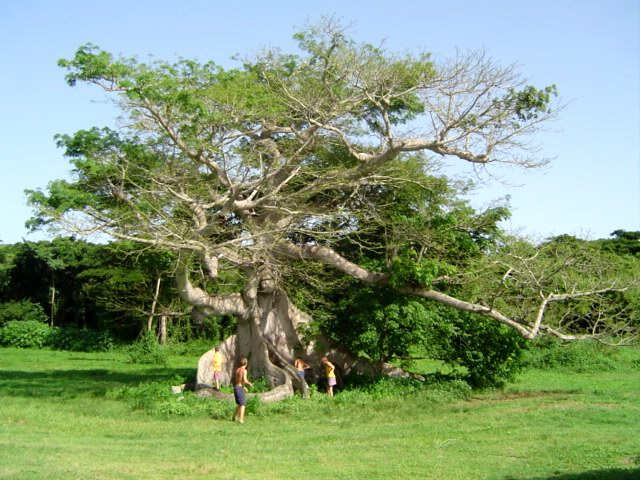
Сейба

Флора Куби багата на ендемічні види. Більше половини з 6 700 представників флори на Кубі — ендеміки.
До початку колонізації ліси покривали понад 50 % території, нині — лише близько 10 %, головним чином в гірських і заболочених районах. Ліси вирубувались під плантації цукрової тростини. На вологих червоних і червоно-коричневих ґрунтах рівнин і низьких схилів ростуть тропічні ліси з численних листопадних і вічнозелених видів, у тому числі королівська пальма та пальма кана. Всього на Кубі близько 90 видів пальм, в тому числі рідкісна доісторична пробкова пальма (Microcycas calocoma), яка з'явилася на Землі ще у крейдяній добі та зусттічається тільки в провінції Пінар-дель-Ріо. На острові також зростає 5 видів бананових пальм та багато апельсинових дерев. Серед дерев інших видів особливо цікаві гігантський капок з виступаючим біля основи корінням, високі сейби (рослина з родини бомбаксових, священне дерево в сантерії), фігове дерево хагуей з надземним корінням (з родини лаврових) та пальма барігона, що зростає в піщаних саванах. На більш сухих і кам'янистих ґрунтах західної (провінція Пінар-дель-Ріо), східної (масив Ніпе-Баракоа) частин острова і на острові Пінос (Хувентуд) можна побачити значні масиви соснових лісів. У деяких вологіших гірських районах зустрічаються ліси з червоного дерева, гуаякового, кампешевого дерева і цедрели. Для низовинного узбережжя характерні мангрові зарості. Деякі райони, наприклад район басейну річки Кауто, зайняті рослинністю за типом злакових саван. Для районів південно-східного узбережжя і деяких інших характерні колючі дрібно-листові чагарники з домішкою кактусів і агав.
У процесі освоєння території були зведені головним чином рівнинні ліси. При їх розчищення деякі дерева, у тому числі королівську пальму, залишали незайманими, і тому сучасні рівнинні ландшафти Куби зовні нагадують пальмову савану. Зображення королівської пальми входить у національний герб країни. Королівська пальма, що досягає 30 метрів у висоту, зростає у всіх регіонах країни і на будь-якому ґрунті. Говорять, що на Кубі близько 20 млн королівських пальм.
Кактуси на Кубі представлені родами Опунція (Opuntia), Ескобарія (Escobaria), Мелокактус (Melocactus), Хілоцереус (Hylocereus), Лептоцереус (Leptocereus), Дендроцереус (Dendrocereus), Пілоцереус (Pilocereus), Селеніцереус (Selenicereus), Родокактус (Rhodocactus) та інші. Серед них багато едемічних видів.
У лісах на острівцях безліч яскравих квітучих рослин: жовті амарілліси, червоні лоро і яскраво-помаранчеве тюльпанове дерево. Плюмерії, гібіскус і бугенвілії оживляють вид колоніальних містечок; в жаркому вологому кліматі також добре ростуть квіти родини бромелієвих, орхідеї, серед яких також багато ендеміків та інші епіфіти.
Офіційною квіткою Куби є Hedychium coronarium (ісп. Mariposa Blanca — укр. білий метелик) — квітка родини імбирних, що символізує чистоту, непокірність і незалежність. Вона зустрічається у вологих дельтах річок і численних лагунах острова, а також — у садах кожного кубинця, що себе поважає.